# 561-ша фольксгренадерська дивізія (Третій Рейх)
561-ша фольксгренадерська дивізія (Третій Рейх) (нім. 561. Volks-Grenadier-Division) — гренадерська піхотна дивізія Вермахту за часів Другої світової війни.

## Історія
561-ша фольксгренадерська дивізія була створена 9 жовтня 1944 року на основі формувань розгромленої 561-ї гренадерської дивізії.

## Райони бойових дій
- Польща, Східна Пруссія (жовтень 1944 — березень 1945).

## Командування

### Командири
- генерал-майор Вальтер Горн (нім. Walter Gorn) (9 жовтня 1944 — 1 березня 1945);
- оберст Беккер (березень 1945);

## Нагороджені дивізії
Нагороджені дивізії
|  | Кавалери Нагрудного знаку ближнього бою в золоті                                                           | 3                                                   |
|  | Кавалери Золотого Німецького Хреста                                                                        | 4                                                   |
|  | Кавалери Лицарського хреста Залізного хреста з Дубовим листям                                              | 1 (№ 870 майор Оскар-Губерт Деннгардт — 09.05.1945) |
|  | Кавалери Лицарського хреста Залізного хреста                                                               | 4 у тому числі 1 непідтверджене                     |
|  | Кавалери Почесної відзнаки Сухопутних військ «Почесна застібка на орденську стрічку для Сухопутних військ» | 2                                                   |